# Marcio Alves dos Santos
Marcio Alves dos Santos (Dom Pedrito, 2 februari 1990) is een Braziliaans voormalig voetballer die als aanvaller speelde.

## Carrière
Tele begon zijn carrière in 2011 bij EC Juventude en speelde tussen 2012 en 2013 voor Canoas SC, Consadole Sapporo en FC Machida Zelvia.